# Sisyrinchium macrophyllum
Sisyrinchium macrophyllum là một loài thực vật có hoa trong họ Diên vĩ. Loài này được Greenm. miêu tả khoa học đầu tiên năm 1904.